# Julius Weyde
Eduard Ludwig Julius Theodor Weyde (* 4. Januar 1822 in Berlin; † 27. Februar 1860 in Stettin) war ein deutscher Genre-, Landschafts- und Porträtmaler.

## Leben

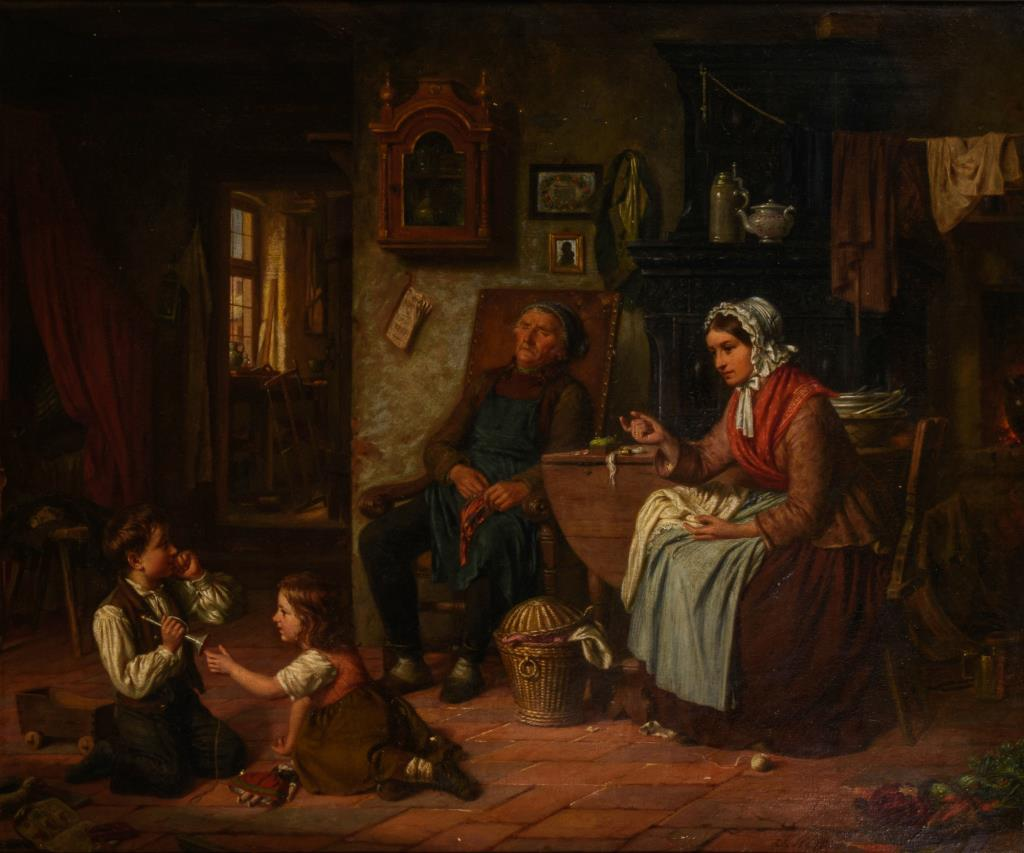
Julius Weyde: Großpapa schläft

Weyde studierte zwischen 1835 und 1840/41 an der Königlich Preußischen Akademie der Künste in Berlin im Atelier des Bildhauers Albert Wolff. In den Jahren 1843 bis 1847 unternahm er Studienreisen nach Dresden, München, Venedig und Antwerpen.
Ab 1847 setzte er sein Studium im Atelier von Karel Ferdinand Venneman in Antwerpen fort. 1847/48 wurde Weyde in Paris Schüler von Paul Delaroche und Horace Vernet. Anschließend kehrte er nach Berlin zurück.
In den 1850er Jahren unternahm er mehrere Studienreisen, u. a. in die Salzburger Alpen (1850), nach Österreich und Italien (1853) sowie nach Pula in Istrien. Zusammen mit August Haun veröffentlichte Weyde anschließend sein bekanntestes Werk, die Malerische[n] Ansichten der Römischen Baudenkmäler zu Pola in Istrien (1855).